# Sambaa K’e (See)
Sambaa K’e, ehemals bekannt als Trout Lake, ist ein 504 km² großer See in den Nordwest-Territorien Kanadas. Der See befindet sich in der Dehcho Region. Er wurde am 6. Februar 2015 nach der dort lebenden Sambaa K’e First Nation umbenannt.

## Lage
Der 496 m hoch gelegene See befindet sich 240 km westlich des Großen Sklavensees. Der Trout River, ein linker Nebenfluss des Mackenzie River, bildet den Abfluss des Sees am nordöstlichen Ufer. Fort Simpson liegt 120 km nördlich des Sees. Der Ort Sambaa K’e (ehemals bekannt als Trout Lake) befindet sich am südlichen Seeufer. Dort mündet der Fluss Ndu Tah Deh (ehemals bekannt als Island River) in den See. Der Ts’ulóocháah Dehé mündet in das westliche Ufer des Sees, der Ɂéhdhaah Dehé in das nördliche.